# Banco Chinchorro
Banco Chinchorro là một rạn san hô rạn nằm ngoài khơi bờ biển phía đông nam của thành phố Othon P. Blanco, bang Quintana Roo, Mexico, gần biên giới với Belize. Nó có tổng diện tích 800 kilômét vuông (310 dặm vuông Anh) bao gồm 3 hòn đảo có diện tích 6,7 kilômét vuông (2,6 dặm vuông Anh) là Norte, Centro và Lobos.
Thảm thực vật tự nhiên của các hòn đảo chủ yếu là rừng ngập mặn gần bờ và vùng rừng thưa cách bờ hơn 20 đến 30 mét (66 đến 98 ft). Có một khu bảo tồn cá sấu Mỹ trên hòn đảo Lobos. 